# Wer seine Frau lieb hat …
Wer seine Frau lieb hat … ist eine deutsche Filmkomödie der DEFA von Kurt Jung-Alsen aus dem Jahr 1955 nach dem gleichnamigen Bühnenstück von Jacob Jostau aus dem Jahr 1951.

## Handlung
Die Festkommission des VEB Komet Tonbandgeräte beschließt eines Montags, am darauffolgenden Sonnabend das jährliche Betriebsfest mit einer Dampferfahrt auf der Spree und einem anschließenden Restaurantbesuch durchzuführen. Die Verteilung der Aufgaben ist schnell erledigt, jetzt ist nur noch die Frage offen, ob die Veranstaltung mit oder ohne Familienangehörige stattfinden soll. Bis auf die Telefonistin Eva Schall sind alle dafür, die Angehörigen zu Hause zu lassen. Willi Redlich möchte eigentlich seine Frau mitnehmen, schließt sich aber der Mehrheit an und bekommt den Auftrag das Restaurant zu buchen. Die Musik und der Dampfer werden vom Vorsitzenden der Festkommission selbst organisiert. Zum Ende der Sitzung gesellt sich noch Gisela Wendt, eine Technische Zeichnerin, die nach Feierabend ein Ingenieursstudium absolviert,  zu Eva und dem Ingenieur Hobrecht, da sie einen gemeinsamen Heimweg haben. Im Bus verliert Gisela ihr Reißzeug, was die Schaffnerin dem Ingenieur gibt, da Gisela bereits ausgestiegen ist. Eva und Hobrecht fahren noch weiter, weil er bei ihr und ihrem Mann Jochen als Untermieter wohnt. Am Ende des Abends haben alle Mitglieder des Festkomitees ihre Angehörigen über den Beschluss informiert, nur Willi Redlich traut sich nicht, da sich seine Frau Susanna so sehr auf das Fest freut. 
Am nächsten Morgen im Betrieb sucht Gisela ihr Reißzeug, aber ihr Mentor Hobrecht verrät nicht, dass er es hat. Im Gegenteil, er gibt ihr noch eine Aufgabe, bei der sie ohne die Werkzeuge nicht auskommt, da er darin eine Möglichkeit sieht, ihr beim gemeinsamen Nutzen seines Reißzeugs etwas näher zu kommen. In einer Sondersitzung der Festkommission wird auf Antrag Willis noch einmal abgestimmt, ob die Familienangehörigen teilnehmen sollen, jedoch ändert sich das Ergebnis nur geringfügig. Susanna Redlich will ihren Mann überraschen und mietet für die Feier heimlich das HO-Restaurant „Waldschlösschen“, da sie mit dem Wirt gut bekannt ist. Als Willi genau diese Gaststätte buchen will, bekommt er zur Antwort, dass bereits ein Betrieb einen Vertrag abgeschlossen hat. Nun bleibt ihm nichts anderes übrig, als auf das an der anderen Seite des Flusses gelegene Restaurant „Sonnenburg“ auszuweichen. 
Susanna lässt sich die Haare bei ihrer Tochter Helga für die Feier verschönern und erfährt dabei, dass ihr Mann bisher die Wahrheit verschwiegen hat. Nun reift in ihr der Plan, ein extra Fest für alle Ausgeladenen auszurichten, denn die Gaststätte ist ja bereits gebucht. Am nächsten Tag werden die in Frage kommenden Partner der Betriebsangehörigen aufgesucht und alle sind von der Idee begeistert. Auch Evas Mann Jochen Schall hört beim Frisör von diesem Fest, da neben der Herrenabteilung die Friseurin Helga den Haaren der Frau von Günther Hillig eine neue Form gibt und sich beide darüber unterhalten. Sofort erklärt sich Jochen bereit, bei der Organisation mitzuwirken, da er sich als Grafiker bestimmt nützlich machen kann. Da im „Waldschlösschen“ nur ein Tonbandgerät zur Verfügung steht, besorgt er auch noch über Gisela, die ebenso wie seine Frau von der zweiten Feier etwas weiß, aus dem Betrieb einige Tonbänder mit Tanzmusik.
Am Sonnabend treffen sich die Betriebsangehörigen auf einem wunderschönen Dampfer, bis sie erfahren, dass es nicht ihr Schiff ist. Sie müssen umsteigen auf den fast verschrottungswürdigen Kahn „Sturmadler“, denn der Vorsitzende der Festkommission hatte nur auf das Geld geschaut und dafür das billige Schiff bekommen. Auch die Auswahl der Musik ist den Vorsitzenden nicht so gut gelungen, denn die besteht aus einem 24-köpfigen Blasorchester. Nach dem Ablegen kommen die Familienangehörigen aus ihren Verstecken und nehmen auf dem schönen Dampfer „Wasserfee“ Platz. Da sie schneller sind, als der „Sturmadler“ verstecken sie sich während des Überholens unter Deck, so dass sie nicht gesehen werden. So sind sie als erste in ihrer Gaststätte und die Frage nach der Musik ist auch sehr schnell beantwortet. Jochen Schall hat Musiker aus Pappfiguren in Lebensgröße gezeichnet, die sich auf der Bühne im Rhythmus der Tonbandmusik bewegen, was bei allen für gute Laune sorgt. 
In der Zwischenzeit ist auch der „Sturmadler“ gegenüber in der „Sonnenburg“ eingetroffen, die sich als richtige Bruchbude herausstellt. Vor allen Dingen, da die Stühle gerade erst vor drei Stunden frisch gestrichen wurden. Trotzdem entwickelte sich eine recht gute Stimmung. Plötzlich meldet sich aus einem Lautsprecher eine Stimme und verkündete, die Originalstimmen der Partner der Betriebsmitarbeiter erklingen zu lassen. Als erste spricht Susanna Redlich ihren Mann Willi an, der umgehend untersucht, wohin die Leitung des Lautsprechers führt. Noch während Helga Redlich ihren Verlobten anspricht, entdeckt Willi seine Frau auf der anderen Seite des Wassers und springt in einen Kahn, dessen Boden durch die Last zerbricht. Nun bleibt ihm nichts anderes übrig, als hinüber zu schwimmen. Alle anderen Kollegen werden mit dem „Sturmadler“ an das andere Ufer gefahren. Hier gibt es ein fröhliches Wiedersehen der zusammengehörigen Paare und noch eine schöne Feier. Auch der Ingenieur Karl und die Studentin Gisela finden endlich zusammen.

## Produktion und Veröffentlichung
Als Filmstudio diente das Atelier Berlin-Johannisthal. Die Außenaufnahmen entstanden 1954 in Berlin am Alexanderplatz, in der Stalinallee, Bornholmer Straße, an der Anlegestelle Luisenhain in Berlin-Köpenick, in Berlin-Müggelheim und im HO-Automatenrestaurant im Alexanderhaus am Alexanderplatz. Die Filmbauten entwarfen der seit Stummfilmzeiten aktive Max Knaake, der neben diesem Film nur noch eine weitere DEFA-Produktion betreute, und ein Nachwuchskollege, der Bühnenbildner Roman Weyl.
Wer seine Frau lieb hat … wurde als Schwarzweißfilm gedreht und hatte am 11. Januar 1955 in den Berliner Kinos Babylon und DEFA-Filmtheater Kastanienallee Premiere. Vom Fernsehzentrum Berlin (Adlershof) wurde der Film am 25. Februar 1955 gesendet.

## Kritik
In der Neuen Zeit bemerkte Gerhard Rostin: 

„Regisseur Kurt Jung-Alsen, der mit diesem lohnenden Stoff eine dankbare erste Filmaufgabe fand, hatte eine geradezu diebische Freude daran, immer wieder in die große Bonbontüte der filmischen Möglichkeiten zu greifen, wobei er freilich auch Bonbons herausfischte, die dem Publikum allzugut mundeten und dem Kritiker daher sauer aufstoßen mußten“

Im Neuen Deutschland schrieb Mü.: 

„Bei den jüngeren Mitgliedern des Ensembles hat die Regie offensichtlich einiges versäumt. Manches bleibt zu farblos und steif. Im großen und ganzen aber doch ein unbeschwerter, mit Leben erfüllter Lustspielfilm.“

Im Lexikon des internationalen Films steht: 

„Ein konventionell, aber durchaus flott inszeniertes Lustspiel, das vor allem durch die Spiellaune der Darsteller anspruchslos-sympathisch und mit viel Situationskomik unterhält.“